# Teresa Andrés Zamora
Teresa Andrés Zamora (Villalba de los Alcores, Palència, 27 de febrer de 1907- París, 5 de juliol de 1946), va ser la bibliotecària que va estar al capdavant de la Secció de Biblioteques de Cultura Popular durant la Guerra Civil espanyola. Va ser delegada a València del Ministeri d'Instrucció Pública, política i militant comunista, feminista, republicana i sindicalista, va haver d'exiliar-se, primer a Bèlgica i després a França, on va mantenir de ple el seu compromís polític.

## Biografia
Teresa Andrés Zamora va néixer en terres val·lisoletanes, concretament a Villalba de los Alcores, filla d'una mestra, Pilar Zamora, i un metge, Diógenes Andrés. Va créixer a Cevico de la Torre, a la província de Palència, on van néixer els seus germans i germana (Troadio Félix, Dionisio, Mariano, Victoriano i Isabel), que, com Teresa, van estudiar carreres universitàries, (Magisteri, Peritatge industrial, Filosofia i lletres, Dret, Medicina i Farmàcia).

## Formació
Teresa Andrés va estudiar el batxillerat a Palència, vivint en un pis llogat amb la seva àvia. Amb les més altes qualificacions, matrícula d'Honor en totes les assignatures, va ser Premi Extraordinari en la Revàlida. Durant els anys 1923 a 1927 va estudiar la carrera de Filosofia i Lletres a Valladolid en la modalitat d'alumna oficial, on va ser Premi Extraordinari de Llicenciatura. Al mateix temps va preparar com a alumna lliure, les assignatures de Magisteri que també va aprovar a Palència. El 1928, amb la intenció de fer el doctorat, Teresa Andrés es va traslladar a Madrid i es va instal·lar a la Residència de Senyoretes.

### A la Residència de Senyoretes
Des del curs 1928-29 fins al 1930-31 Teresa Andrés va ser professora aspirant en l'Institut-Escola, on va fer classes de Geografia.
A la Residència de Senyoretes va saber de la lluita pels drets de les dones. Durant el curs 1928-1929, Clara Campoamor va dictar una conferència titulada «Com crea la dona el Dret». El 1928 es va celebrar a Madrid el Congrés Internacional de Dones Universitàries. Entre les participants hi havia les representants de la International Federation of University Woman, algunes de les quals es van allotjar en el mateix Pavelló de la Residència de Senyoretes en el qual residia Teresa Andrés.
Durant la seva estada a la Residència va col·laborar amb les activitats que es duien a terme a la Institució. Una d'elles va ser el viatge a Andalusia, durant el qual Teresa Andrés va impartir la seva conferència sobre Art. També va col·laborar amb el Centre d'Estudis Històrics participant en les Missions d'art que havia engegat l'arquitecte Pablo Gutiérrez, amb finalitats divulgatives, oferint cursets, visites guiades a museus, conferències, etc. En el curs 1933-1934 Teresa Andrés va impartir, juntament amb Encarnación Cobré Herrero, el cicle de quatre conferències, a l'Ateneu de Bilbao, sobre Prehistòria i sobre la reixeria, tema aquest últim que va ser objecte de la seva tesi doctoral. Va aprovar les matèries del doctorat, durant el qual va conèixer el que arribaria a ser el seu marit, Emili Gómez Nadal.

## Formació i activitat professional
Davant la convocatòria d'oposicions al Cos d'arxius, bibliotecaris i arqueòlegs, decideix preparar-les, deixant el seu contracte amb l'Institut-Escola. El 8 d'agost de 1931 es va publicar el resultat dels exàmens. Teresa Andrés va obtenir la puntuació més alta. La primera destinació va ser a la direcció del Museu Arqueològic de León.
El 9 de setembre de 1931 va ser nomenada cap de l'Arxiu del Palau Nacional –o Palau Reial de Madrid–, encarregant-se d'organitzar i salvaguardar els fons que contenia la institució.
La Junta d'Ampliació d'Estudis li va concedir una beca el 1932 per a fer una estada d'onze mesos a Alemanya. Allí va ser testimoni de l'ascensió de Hitler, i és possible que aquest fet determinés la seva vinculació al Partit Comunista. Durant la seva estada a Alemanya, va seguir cursos d'arqueologia medieval, escultura alemanya del segle xiv i pintura medieval, a l'Institut d'Història de l'Art de la Universitat de Berlín. Va treballar en diverses biblioteques i museus. Va tornar a Espanya al setembre de 1933 i va avançar en la seva tesi doctoral, «La reixeria a Espanya», dirigida per Gómez Moreno.
El 1935 va rebre dues beques més, una a la Secció d'Arqueologia del Centre de Recerques Històriques per fer una recerca sobre la reixeria a les catedrals de Conca, València, Barcelona i Saragossa. I una altra de la Secció d'Arqueologia Espanyola del Centre d'Estudis Històrics de la Junta d'Ampliació d'Estudis i Investigacions Científiques, que acabaria el 1936.
Va tenir temps de presentar un esborrany més o menys definitiu de la seva tesi, que s'ha trobat dipositat a la Unitat d'Arxiu i Documentació del CSIC.

### Comitè de la Residència de Senyoretes
Després del cessament de María de Maeztu com a directora de la Residència de Senyoretes el 21 de setembre de 1936, es va constituir un Comitè presidit per Regina Lago i format entre altres persones per Teresa Andrés.

## Cultura Popular
Teresa Andrés va ser la persona que va dur a terme la política bibliotecària de Cultura Popular, des que es va crear com a organisme el 1936, fins que va ser suprimit el 1938. Integrada en l'estructura ministerial, va coordinar a través dels diferents càrrecs pels quals va ser designada les diverses activitats de Cultura Popular, entre les quals es trobaven, a més de la creació de biblioteques, la propagandística, la d'exposicions i publicacions, etc.

### Biblioteques de Cultura Popular
Cultura Popular va ser una organització propera al PCE constituïda amb la finalitat de coordinar les manifestacions culturals que durien a terme les organitzacions i partits que integraven el Front Popular.
El seu origen van ser les biblioteques obreres que s'havien anat organitzant des de finals del segle xix, i que el govern havia tancat el 1934 i tornat a obrir a principis de 1936. La secció es va crear amb la finalitat de coordinar els serveis que prestaven les biblioteques. Per a això es creava una oficina central que seria l'encarregada d'organitzar el préstec de llibres d'una biblioteca a una altra. L'oficina, a més, centralitzava la compra de novetats, de manera que s'aconseguís el major nombre de lectors. El pla estratègic es basava en l'estructura per seccions: d'ensenyament i universitats populars, missions populars, teatre, cinema-club, cors, folklores, arts plàstiques, esport, biblioteques, ateneus, publicacions. La rebel·lió militar va obligar a accelerar l'engegada d'aquest pla, procedint a la confiscació del tresor artístic i al proveïment de biblioteques al front i als hospitals. En un any, de 1936 a 1937, es van crear 1097 biblioteques amb lots de 120 llibres, destinades a guarderies, hospitals, llars del soldat i organitzacions polítiques antifeixistes.
La secció de biblioteca s'encarregava de donar instruccions per organitzar les biblioteques, fer arribar la ràdio i la premsa al front i als hospitals, etc.

L'Ordre de 4 de setembre de 1936 de la Junta de Defensa Nacional, en el seu preàmbul, qualificava la gestió del Ministeri d'Instrucció pública com a negativa «donant suport a la publicació d'obres de caràcter marxista o comunista, amb les quals ha organitzat biblioteques ambulants i de les quals ha inundat les Escoles a costa del Tresor Públic», per la qual cosa considerava la seva supressió/depuració com« un cas de salut pública» i ordenava la
| « | Incautació o destrucció de totes les obres de matís socialista o comunista que es trobin en biblioteques ambulants i escoles (...), i se n'autoritzen únicament aquelles el contingut de les quals respongui als sans principis de la Religió i de la Moral cristianes. | » |

### Càrrecs públics
Teresa Andrés va formar part de la Comissió Gestora del Cos de Facultatius d'Arxius, creada el 5 d'agost de 1936, l'objectiu de la qual era «posar la cultura al servei de les masses populars espanyoles».
- Decret de 16 de febrer de 1937, pel qual es crea el Consell Central d'Arxius, Biblioteques i Tresor Artístic. Estava format per tres seccions: Arxius, Biblioteques i Tresor Artístic. La Secció de Biblioteques constava de subseccions: biblioteques històriques, biblioteques científiques, biblioteques generals i foment bibliotecari, de la qual es va encarregar Teresa Andrés.
- La Secció de Biblioteques va ser la que va donar un suport definitiu al Pla de Biblioteques, que es basava en les Missions Pedagògiques, però amb un missatge i objectiu diferents. Cultura Popular es dirigia a sindicats i organitzacions polítiques antifeixistes i amb la irrupció de la guerra va haver de dirigir-se també a les trinxeres i als hospitals.[8]
- El 31 d'octubre de 1937 el Govern es traslladà a Barcelona. Teresa Andrés fou nomenada delegada del Ministeri d'Instrucció Pública a València, càrrec que exerciria fins a principis de març, moment en el qual ja es trobava a Barcelona.
- El 1937 va escriure «Indicacions per a l'organització de les Biblioteques de Fronts, Casernes i Hospitals. València: Cultura Popular» i «Un any de treball en la Secció de Biblioteques 1937-1938».
- Durant els mesos de gener a abril de 1938, va presidir el Tribunal de selecció del personal que rebria el curset que havien de fer els que havien d'ocupar una de les cinquanta places d'encarregats de biblioteca que s'oferien.
- El 19 d'octubre de 1938 es va publicar l'Ordre mitjançant la qual se suprimien els diferents organismes i se cessava a tots els seus membres.

#### Sindicalista
Teresa Andrés va presidir fins a principis de març de 1938 el Sindicat FETE-UGT Provincial de València.

## Exili
El 1936 el seu pare i el seu germà Dionisio van ser detinguts i afusellats. El seu germà Mariano, advocat, va morir en el front de l'Ebre. La seva mare i la seva germana van ser depurades, suspenent-les de sou i de feina. A Teresa Andrés la van donar de baixa en l'escalafó del cos d'arxivers, bibliotecaris i arqueòlegs el 1939.
El 1938 va néixer a Bèlgica el seu fill Vicente, que va quedar a cura de les Femmes Universitaires. El 27 de febrer de 1939 va tornar a buscar el seu fill, amb el qual va viure a Bèlgica, on ella va dirigir la Llar de Limelette per a nens espanyols a Walonia. Aquesta llar es va tancar el 1939, després de repatriar els nens acollits. Teresa Andrés marxà amb el seu fill a París, on es reuní amb Emili Gómez Nadal, que va participar en la gestió del Servei Espanyol d'Evacuació de Refugiats (SERE). Teresa Andrés va viure exiliada amb el seu marit a França, on va néixer el segon fill, Antonio, el 1941.
El matrimoni va desistir d'anar a Mèxic, i es quedà a París, on va col·laborar amb la Resistència. Els fills van ser enviats a Madrid amb la mare de Teresa, donya Pilar Zamora. El 1944 va morir el seu fill Vicente a conseqüència d'una meningitis.
Andrés va treballar al Catàleg col·lectiu de llibres espanyols, de les Biblioteques Nacionals i Universitària. Aquest mateix any va participar en la creació de la Unió d'Intel·lectuals espanyols en el butlletí dels quals, publica dos articlesː "Les biblioteques generals a Espanya" i "Les realitzacions culturals de 1936-1939". Amb aquesta publicació va posar sobre la taula un dels problemes amb què es trobaria la República després de l'esfondrament del règim feixista: “el greu problema de la reorganització cultural d'Espanya”.
Fou l'autora de la resolució “Els intel·lectuals republicans volen un Govern veritablement representatiu" que s'aprovà gairebé unànimement en Assemblea general ordinària de la Unió d'Intel·lectuals.
El 1944 va treballar en l'organització del Congrés de la Federació Internacional de Dones Demòcrates que es va celebrar al novembre d'aquest mateix any i en el qual va intervenir com a representant espanyola del seu Secretariat executiu.
El 5 de juliol de 1946 va morir de leucèmia. Tenia 39 anys.

## Reconeixement i memòria
El seu fill Antonio Gómez Andrés ha escrit una biografia de la seva mare, Teresa Andrésː biografia, publicada el 2014 per la Universitat de València.